# Chettipālaiyam
Chettipālaiyam är en ort i Indien.   Den ligger i distriktet Coimbatore och delstaten Tamil Nadu, i den södra delen av landet, 2 000 km söder om huvudstaden New Delhi. Chettipālaiyam ligger 407 meter över havet och antalet invånare är 24 080.
Terrängen runt Chettipālaiyam är platt. Runt Chettipālaiyam är det tätbefolkat, med 636 invånare per kvadratkilometer. Närmaste större samhälle är Coimbatore, 13,0 km nordväst om Chettipālaiyam. Trakten runt Chettipālaiyam består till största delen av jordbruksmark.